# Teorema de Stewart
En geometría el teorema de Stewart es una generalización del teorema de la mediana. Establece una relación entre la longitud de los lados de un triángulo y la longitud de una ceviana. Su nombre se debe al matemático escocés Matthew Stewart quién desarrolló el teorema en el año 1746. Se obtiene aplicando la ley de cosenos en los triángulos complementarios que determina la ceviana, la suplementariedad de los ángulos con vértices en el pie de la ceviana; multiplicar por factores pertinentes, y resulta la ecuación:

{\displaystyle mb^{2}+nc^{2}=mn^{2}+nm^{2}+ad^{2}\,}

Cabe también la fórmula

{\displaystyle d^{2}a=c^{2}n+b^{2}m-nma\,}